# Armendaritze
Armendaritze (en francès i oficialment Armendarits), és una comuna de la Nafarroa Beherea (Baixa Navarra), un dels set territoris que formen Euskal Herria, al departament dels Pirineus Atlàntics i a la regió de la Nova Aquitània. Limita amb les comunes de Mehaine i Donamartiri al nord, Donostiri al nord-oest, Heleta a l'oest, Landibarre al sud-est i Iholdi al sud.

## Demografia
| Evolució de la població |      |      |      |      |      |      |      |      |
| 1793                    | 1800 | 1806 | 1821 | 1831 | 1836 | 1841 | 1846 | 1851 |
| 706                     | 764  | 799  | 805  | 840  | 792  | 809  | 840  | 818  |

| 1856 | 1861 | 1866 | 1872 | 1876 | 1881 | 1886 | 1891 | 1896 |
| ---- | ---- | ---- | ---- | ---- | ---- | ---- | ---- | ---- |
| 812  | 784  | 751  | 746  | 715  | 705  | 681  | 632  | 638  |

| 1901 | 1906 | 1911 | 1921 | 1926 | 1931 | 1936 | 1946 | 1954 |
| ---- | ---- | ---- | ---- | ---- | ---- | ---- | ---- | ---- |
| 631  | 623  | 600  | 562  | 510  | 506  | 559  | 512  | 420  |

| 1962 | 1968 | 1975 | 1982 | 1990 | 1999 | 2006 | 2011 | 2016 |
| ---- | ---- | ---- | ---- | ---- | ---- | ---- | ---- | ---- |
| 446  | 420  | 396  | 386  | 372  | 357  | -    | -    | -    |

| 2019 | - | - | - | - | - | - | - | - |
| ---- | - | - | - | - | - | - | - | - |
| -    | - | - | - | - | - | - | - | - |